# شبيهة المعثنة
شبيهة المعثنة (الاسم العلمي:Compsopogonopsis) هي جنس من النباتات الحمراء تتبع فصيلة المعثنيات من رتبة المعثنيات.

## أنواع شبيهة المعثنة
هناك نوع وحيد لشبيهة المعثنة هو:
- شبيهة المعثنة الشجيرية